# Pascal Zuberbühler
Pascal Zuberbühler (født 8. januar 1971 i Frauenfeld, Schweiz) er en schweizisk tidligere fodboldspiller (målmand).
Zuberbühler spillede 51 kampe for det schweiziske landshold, som han debuterede for 6. september 1994 i en venskabskamp mod Emiraterne. Han var med i den schweiziske trup til EM 2004 i Portugal, men kom dog ikke på banen i turneringen, hvor schweizerne blev slået ud efter det indledende gruppespil.
Ved VM 2006 i Tyskland var Zuberbühler avanceret til posten som førstemålmand på det schweiziske landshold, og spillede alle holdets fire kampe i turneringen. Han præsterede ikke at lukke et eneste mål ind i åbent spil i turneringen, da schweizerne gik videre fra det indledende gruppespil uden scoringer imod, mens holdet efterfølgende tabte 1/8-finalen til Ukraine efter straffesparkskonkurrence. Både den ordinære og forlængede spilletid var forinden sluttet 0-0. Han spillede sin sidste slutrunde for holdet ved EM 2008 på hjemmebane, hvor holdet skuffende ikke gik videre fra gruppespillet.
På klubplan spillede Zuberbühler størstedelen af sin karriere i hjemlandet, hvor han tilbragte en årrække hos storklubberne Grasshoppers og FC Basel. Han vandt tre schweiziske mesterskaber med begge klubber, inden han stoppede karrieren med et tre år langt ophold i England hos Fulham

## Titler
Schweizisk mesterskab
- 1995, 1996, og 1998 med Grasshoppers
- 2002, 2004 og 2005 med FC Basel

Schweizisk pokal
- 1994 med Grasshoppers
- 2003 og 2004 med FC Basel